# SV Uruguay
El SV Uruguay es un equipo de fútbol de Bonaire que juega en la Liga de Bonaire, la máxima categoría de fútbol en el país.

## Historia
Fue fundado en el año 1944 en la ciudad de Antriol aunque sus partidos de local los juega en la ciudad de Rincon, Bonaire. Es el club de fútbol más viejo de Bonaire que todavía existe, aunque solamente ha sido campeón de la Liga de Bonaire en una ocasión en 1983 al vencer en la final al SV Estrellas.
También ha sido finalista de la Kopa MCB en tres ocasiones, pero ha perdido todas las finales ante el Real Rincon.

## Uniforme
El nombre, uniforme oficial y los colores del club están inspirados en Uruguay, selección de fútbol que en esos años era una de las más fuertes del mundo.

## Palmarés
- Liga de Bonaire: 1[2]

1983

## Indumentaria y patrocinador
| Periodo          | Proveedor |
| ---------------- | --------- |
| 2019-Actualmente | Champs    |

| Periodo         | Patrocinador       |
| --------------- | ------------------ |
| 2019-Actualidad | Mangusa Hypermarkt |